# Château de Florennes
Le château de Florennes (également connu comme Château de Beaufort) est un ancien château fort sis à Florennes (parc des ducs), dans la province de Namur, en Belgique. Un premier château érigé en bois sur une crête rocheuse à l’ouest de la ville de Florennes au IXe siècle est remplacé au Xe par une structure de pierres. Objet de convoitise militaire et plusieurs fois reconstruit au cours des siècles tout en étant aménagé et agrandi, il passe entre les mains de diverses familles de la noblesse. Il abrite aujourd’hui une école et est utilisé à des fins éducatives par la ville de Florennes. Depuis 1980 le château est classé au patrimoine immobilier de Wallonie.

## Histoire

### Origine et premiers siècles
Des documents anciens attestent la construction d’un château en bois à Florennes en 842. Il est érigé sur une crête rocheuse à l’ouest du bourg de Florennes. En 944 le comte Elbert, seigneur de Florennes, le remplace par une structure plus solide, entourée d’un mur de pierres. À la mort du comte Elbert, en 977, le château passe en succession à sa fille Alpaïde de Hoegarde (v.921-986) mariée à  Godefroi de  Juliers, ensuite au fils de ces derniers, Godefroi, et petit-fils, Arnoul qui hérite de Florennes.  
La ville de Florennes et son château, propriété du petit-fils d’Arnoul, Godefroi IV de Florennes (vers 1010-1080), est devenu, en 1070, un fief de la Principauté de Liège. La puissante famille de Rumigny-Florennes, occupe le château comme vassaux de Liège jusqu’à la fin du XIIIe siècle. 

### Moyen Âge
En 1281, Isabelle de Rumigny, qui avait hérité du château, épouse Thiébaud de Lorraine, seigneur de Neufchâteau. Thibaut, prince guerrier, est souvent engagé dans les conflits entre les rois de France, les empereurs d'Allemagne et les autres souverains. Ainsi, le 9 juin 1302, il prend part, aux côtés des français, à la désastreuse bataille de Courtrai. Le même Thiébauld devient duc de Lorraine le 31 décembre 1303 et doit maîtriser une révolte de ses sujets. À un moment donné il perd le contrôle du château du prince-évêque de Liège, mais il le récupère le 6 juin 1307.

### XVeauXVIIesiècle
Le château de Florennes est gravement endommagé au cours d'un siège en 1408. À partir de 1417, Isabelle, duchesse de Lorraine, entreprend des travaux qui comprennent la construction d’une vaste terrasse et en 1425, l’aménagement d’un parc de 20 hectares.  Un document de 1420 fait état de ce que les villages de Surice, Mazée, Vodelée, Soulme, Omezée, Villers-en-Fagne, Roly, Neuville, Vodecée, Villers-le-Gambon, Franchimont, Corenne et Anthée doivent fournir le personnel pour assurer la garde du château.  
A nouveau endommagé lors du siège de 1430, le  château de la ville de Florennes est fortifié vers 1465 avec des fossés, bastions et autres ouvrages défensifs. Ces murs existaient encore en 1517, et le château était accessible par un pont-levis. La maison de Lorraine reste propriétaire du château jusqu'en 1556.
Le bâtiment principal est construit ou reconstruit au XVIe siècle. De 1556 à 1771, le château appartient à la maison de Glymes-Jodoigne. Le 14 décembre 1570, Jean de Glymes, baron de Florennes et gouverneur de Philippeville et son épouse Renée de Vaudemont laissent par testament à leur fils aîné, Charles de Glymes, la terre et la baronnie de Florennes. Jean de Glymes meurt au château le 2 juillet 1575.

#### Incident en 1577
En 1577 Marguerite de Valois (la ‘Reine Margot’), lors de son voyage dans les Pays-Bas méridionaux cherche refuge au château en 1577. Elle atteint la basse-cour du château, mais la maitresse des lieux refuse de la laisser entrer en l'absence de son mari, Charles de Glymes. Jean d'Autriche, apprenant que la reine se trouvait près du château de Florennes envoie 300 hommes pour lui couper la route et la faire prisonnière. Ils campent à quelque distance du château comptant le prendre d’assaut le lendemain. Dans l’entretemps les supplications de la Reine Margot restent lettre morte jusqu’au retour de Charles de Glymes qui réprouvant sa femme, accorde admission à la reine et lui fournit une escorte pour l’accompagner jusque Paris. 

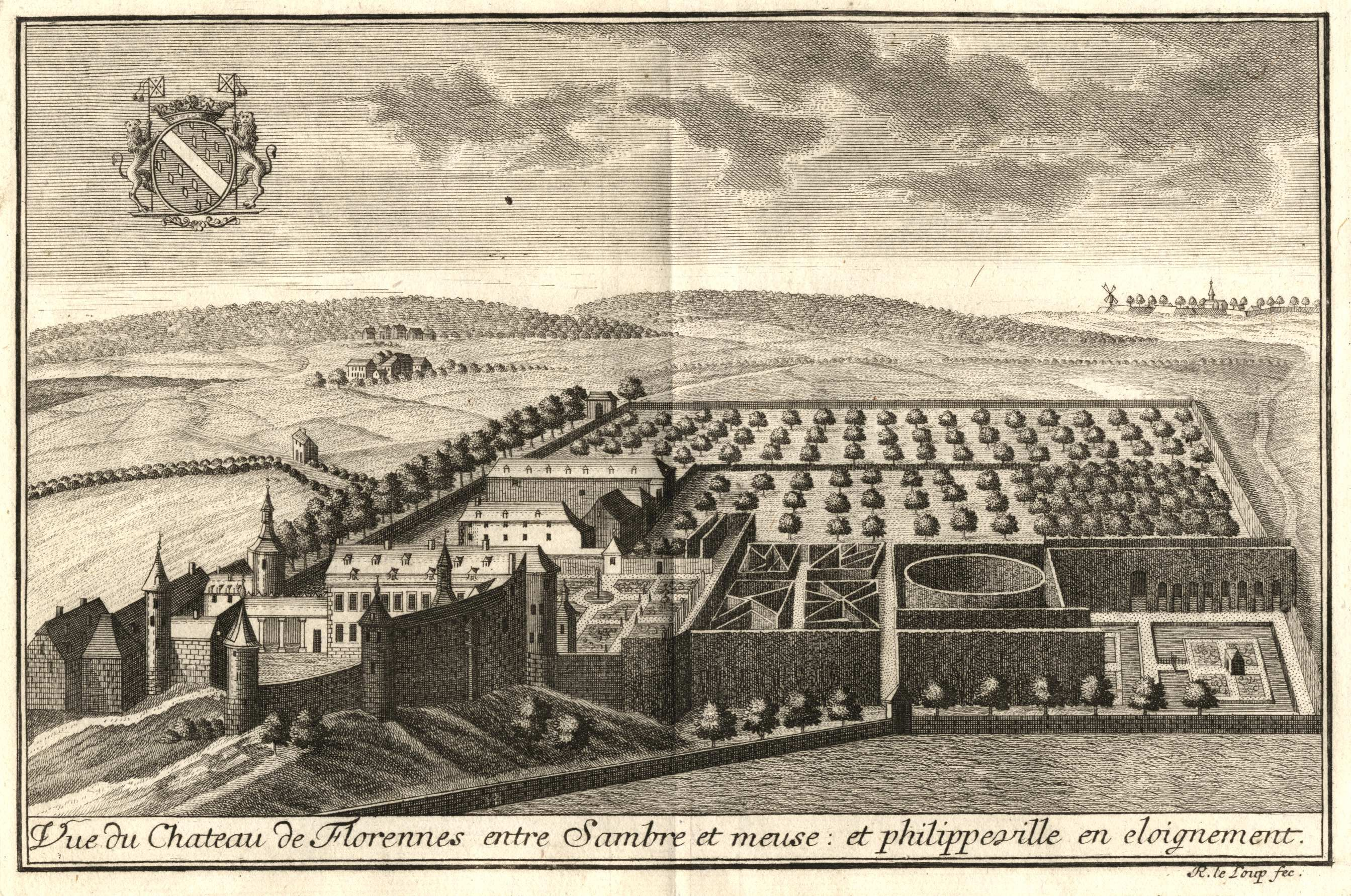
Le château de Florennes en 1744 (gravure de Remacle Le Loup)

### XVIIIesiècle
L’aspect ‘forteresse’ de l’ensemble disparait largement lorsque les fortifications sont démolies, en 1704, sur ordre de Louis XIV de France, même si certaines tours et remparts étaient encore debout en 1740.  
Un carnet de voyage de 1744 (Les délices du pays de Liège) décrit la propriété comme un ensemble de plusieurs grands bâtiments gothiques flanqués de tours et un jardin étendu, aménagé avec grand goût. Une terrasse et sa galerie étaient rehaussées de piliers élégants surmontés de statues, avec en contrebas un parterre agrémenté d’une fontaine. Le jardin était aménagé avec de large chemins d'accès disposés en étoile et bordés de haies élégamment taillées. Il comprenait un labyrinthe et deux étangs, chacun ayant une île avec un jardin en son centre. Le château à l'époque appartenait au comte de Glymes-Jodogne, marquis de Florennes et de Courcelles.
Le château passa à la Maison de Beaufort-Spontin en 1771. En 1794, les révolutionnaires français confisquent le château, son propriétaire, le duc de Beaufort-Spontin ayant émigré (ou pris la fuite) à Vienne. En 1813 il acquit le château de Bečov nad Teplou dans la Bohême, qu'héritaient ses fils, le 2ème et le 3ème duc, tandis qu'il laissa le Château de Freÿr à sa fille Gilda Mouchet Battefort, Comtesse de Laubespin.

### XIXeetXXesiècles
En 1800, la ville de Florennes déclare que le château étant un bien national ne peut être vendu. Les Beaufort-Spontin récupèrent la propriété après la restauration de la monarchie. Du château médiéval, tout ce qui reste sont deux tours reliées par une courtine de 20 mètres sur le côté ouest de la cour intérieure. Ce mur épais date sans doute du XIIIe siècle. La tour septentrionale est appelée « Archives ». Un feu en 1862 a endommagé la partie supérieure de cette tour et le mur. Ils ont été remis en état, améliorés et ornés de niches. La tour méridionale, donnant sur le parc, a été reconstruite en 1868, sur les fondations d'une tour médiévale. Une orangerie est reconstruite entre 1825 et 1844 sur fondations de l’ancienne datant du XVIIIe siècle. 

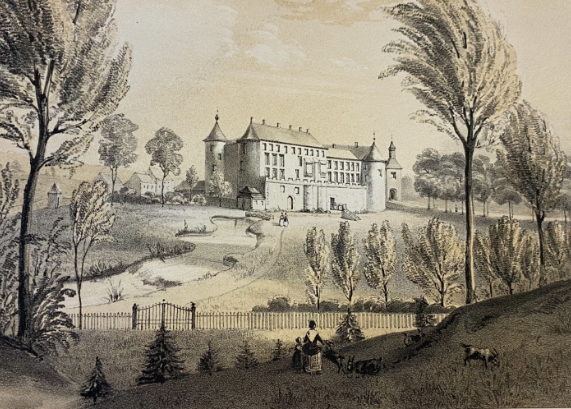
Le château de Florennes en 1844

En 1893, la famille de Beaufort-Spontin met en vente le château et ses dépendances. Il est racheté au nouveau propriétaire en 1902 par les jésuites français - en exil en Belgique à la suite des lois antireligieuses de 1901 -  qui l'utilisent comme maison de formation et philosophat. En 1905 ils construisent un noviciat à l'extrémité sud du parc.

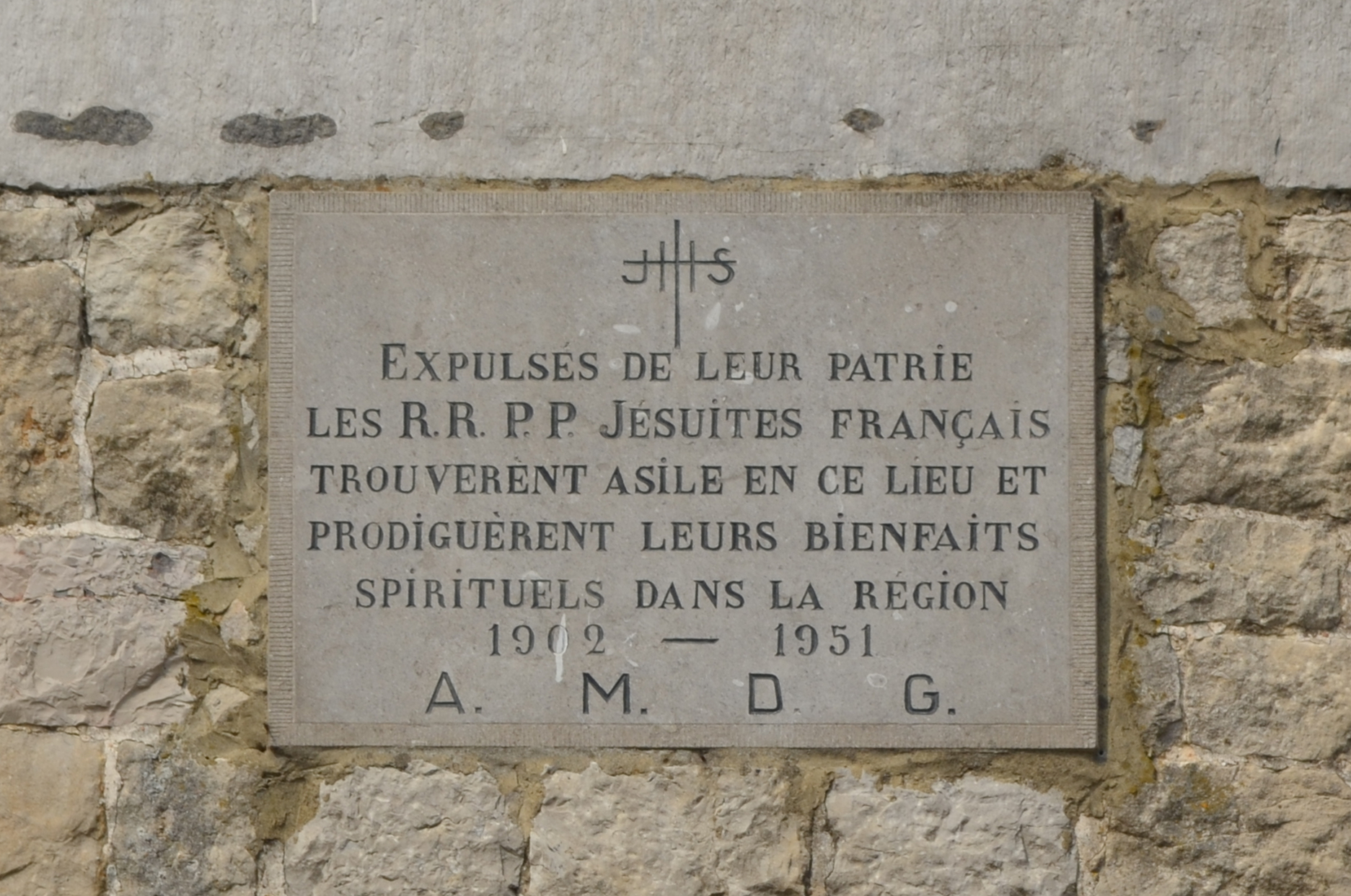
Plaque commémorative sur le mur du château

Durant la Première Guerre mondiale, le château est utilisé comme hôpital militaire par l'armée française, puis par l'armée allemande. Nouvelle occupation du château par l’armée allemande en 1940, durant la Seconde Guerre mondiale. En 1942, la Luftwaffe, force aérienne allemande s’y installe avec un poste de commandement aérien dans le bâtiment du noviciat: celui-ci est détruit par le feu quand ils partent en 1944. Le château est ensuite occupé par les troupes américaines.
Rentrant dans leur pays, les jésuites français vendent le château et une partie du parc (1950) au séminaire des Missions (Séminaire des Missions). Durant les trente années qui suivent, le séminaire des Missions loue le château à la commune de Florennes, qui y installe la Justice de paix et son Académie de musique. 
Un passage sous le bâtiment, construit au début du XVIIIe siècle, donne accès à l'escalier qui conduit vers le parc en contrebas. Une terrasse orientée plein-sud donne sur le parc, qui comprend un bassin alimenté par un cours d’eau et dont plusieurs arbres sont séculaires.

## Source
Adapté à partir de l'article de la Wikipédia anglophone: en:Florennes Castle.